# Rhamnus ninglangensis
Rhamnus ninglangensis är en brakvedsväxtart som beskrevs av Yi Ling Chen. Rhamnus ninglangensis ingår i släktet getaplar, och familjen brakvedsväxter. Inga underarter finns listade i Catalogue of Life.